# Flint (Michigan)
Flint – miasto w stanie Michigan (w Stanach Zjednoczonych), położone ok. 96 km na północny zachód od Detroit. Przez Flint przepływa rzeka Flint River. Ludność tego miasta w 2007 roku wynosiła ok. 125 tys. mieszkańców (2007), co sprawia, że Flint było czwartym co do wielkości miastem w stanie Michigan. Jest ono też siedzibą hrabstwa Genesee.
Flint jest częścią wielkiego obszaru metropolitalnego Detroit/Ann Arbor/Flint/Windsor, który liczy 5,5 mln mieszkańców (dane z 2000 roku) i jest największym regionem metropolitalnym świata położonym w więcej niż jednym kraju. Ludność miasta najliczniejsza była w latach 60. XX w kiedy wynosiła blisko 200 tys. (196 940 osób), jednak od tego czasu ludności ubywa (podobnie jak w całym obszarze metropolitarnym Detroit), a szacunki na 2014 rok pokazują, że nastąpił po raz pierwszy od blisko stu lat spadek poniżej 100 tys. mieszkańców (99 002 osób).
Miasto stało się tematem debiutanckiego filmu dokumentalnego Michaela Moore'a Roger i ja, w którym autor przedstawił machinacje General Motors, w wyniku czego przemysłowe Flint skazane zostało na zagładę.
W mieście rozwinął się przemysł lotniczy, maszynowy, spożywczy oraz samochodowy.
W Flint znajduje się planetarium. Od 1954 r. w mieście działa uniwersytet.

## Urodzeni we Flint
- Mashona Washington – amerykańska tenisistka
- Betty Carter – wokalistka jazzowa
- Michael Moore – amerykański reżyser filmów dokumentalnych
- Stephen Smale – amerykański matematyk
- Terry Crews – amerykański aktor filmowy i telewizyjny

## Miasta partnerskie
- Kielce, Polska
- Changchun, Chińska Republika Ludowa
- Hamilton, Kanada
- Togliatti, Rosja